# Mailáth Antal (kanonok)
Székhelyi Mailáth Antal (Kereskény (Hont megye), 1739. június 9. – Győr, 1804. december 20.) bölcseleti doktor, győri kanonok.

## Élete
Mailáth József szeptemvir és terjékvalvi Tőrincsy Kata fia. 1755. október 18-án Bécsben a Jezsuita-rendbe lépett és miután bölcseleti tanulmányait befejezte, bölcseleti doktorrá avatták. A bölcseletet Nagyszombatban négy évig tanította, egyszersmind magyar hitszónok volt. A rend feloszlatása (1773) után teológiai tanár lett Győrött és az akadémia igazgatója: 1777-ben kanonok, majd Szent Benedekről nevezett apát és pápóci prépost; több megye táblabírája és szentszéki ülnök volt.

## Művei
- Oratio de Sodalis Mariani praerogativis. Posonii, 1762
- Panegyris S. Francisco Xav. magno animo, constantia, fortitudine Apostolo, Tyrnaviae, 1764
- Oratio ad sanctissimae Virginis illibato conceptu dum soc. Jesu universitas Tyrnaviensis anniversarium in academica d. Joan. Baptistae basilica purissimae virgini cultum praestaret. uo, 1766
- Panegyris S. Ignatio Lojola. uo, 1766
- Oratio qua redditam valetudinem Mariae Theresiae Augustae dum in academico soc. Jesu templo propterea solennes Deo gratiae haberentur coram S. P. Q. A. (Tyrnaviensi) gratulatus est. uo, 1767
- Panegyricus Mariae Theresiae augustae ob scientiis optimasque artes in universitate Tirnaviensi instauratas, ornatas dum senatus, populusque academicus Tirnaviensis III. Idus Maii ipso natali augustae principis die augusta munificentia splendidissimarum aedium recens conditarum possessione donaretur. uo, 1772
- Oratio festis honoribus quinquagenarii sacerdotis dni Francisci e comitibus Zichy de Vasonkeö episcopi Jaurinensis dicata. Vindobonae, 1774
- Oratio in solemni instauratione academiae Jaurinensis. Sopronii, 1776 (Nitzky Kristóf és Apfalter József beszédeivel együtt)
- Oratio habita Jaurini in templo academico III. idus Maji videlicet natali die Mariae Theresiae augustae principis regiae Jaurinensi scientiarum academiae solenni. Jaurini (1777, németre Rausch Ferenc ford. uo, 1777)
- Oratio qvam in solennibvs exeqviis ... Francisci e comitibus Zichy de Vasonkeő episcopi Javrimensis dixit. uo, 1783
- Sermo nomine statuum et ord. comitatus Soproniensis dictus, cum Princeps Nicolaus Esterházy in munus supremi comitis Soproniensis introductus est. Hely n., 1794
- Oratio quam in solemnibus exsequiis ... Joannis Szily ... primi episcopi Sabariensis ... dixit. Sabariae, 1799
- In pium obitum Joannis Szily primi episcopi Sabariensis (uo, 1799, költemény)
- Solemnes exequiae eminent. r. r. e. praesbiteri cardinalis cels. s. r. i. principis metrop. Strigoniensis ecclesiae archi-episcopi, regni Hungariae primatis dni Josephi e comitis de Battyán celebratae in collegiata ecclesia Posoniensi ad S. Martinum diebus 10a, 11a et 12a Decemb. anni 1799. qua occasione ad concionem latinam dixit. Jaurini, 1800
- Saecularis memoria sacrae imaginis beatissimae Virginis Mariae, quae anno 1697 die 17-ma mensis Martii in cathedrali Jaurinensi ecclesia prodigiosis, mixtisque sanguini lacrimis immaduit. Qua occasione hungarico idiomate paro concione dixit, ab ipso autore ex Hung. in Lat. conversa. uo. 1800
- Oratio in solennibus exequiis dni Josephi Fengler Jaurinensis episcopi, dicata in cathedrali Jaurinensi ecclesia, uo. 1802. április 26.
- Moralium liber unicus. uo, 1803 (költemény)

Kéziratban több egyházi és alkalmi beszéd. Theologiae moralis praeceptiones nova methodo, cum dissertatione de theologia pastorali; Elegiarum libri II., Epigrammata I. et camina varia, ut et moralium libr. I.; In natalem M. Theresiae aug. Elegia II. nomine convictus s. Adalberti. Tyrnaviae, 1769